# هنتر جونز
هنتر جونز (بالإنجليزية: Hunter Jones) هو لاعب كرة قاعدة أمريكي، ولد في 10 يناير 1984 في بالم بيتش غاردنز في الولايات المتحدة.

## وصلات خارجية
- هنتر جونز على موقع دوري كرة القاعدة الرئيسي (الإنجليزية)
- هنتر جونز على موقعبيزبول رفرنس.كوم (الدوري الرئيسي) (الإنجليزية)
- هنتر جونز على موقعبيزبول رفرنس.كوم (الدوري الثانوي) (الإنجليزية)
- هنتر جونز على موقع إي إس بي إن.كوم (أم.أل.بي) (الإنجليزية)
- هنتر جونز على موقع مشجعي الرسوم البيانية (الإنجليزية)